# Rock (процессор)
Rock — многопоточный, многоядерный микропроцессор с системой команд SPARC, который разрабатывался компанией Sun Microsystems до её покупки Oracle Corporation. Это отдельная разработка, не связанная с семейством Niagara (UltraSPARC T1 и T2).
Использование процессора Rock должно было увеличить производительность потоков и скорость вычислений с плавающей точкой по сравнению с процессорами семейства Niagara. Планировалось применять Rock в высокопроизводительных серверах, в частности, на серверах баз данных, а также для вычислений с плавающей точкой, тогда как процессоры Niagara предназначаются в основном для веб-серверов.

## Функциональные элементы
Rock поддерживает систему команд SPARC V9 и VIS 3.0. Процессор имеет 16 ядер, каждое из которых способно выполнять 2 потока одновременно, таким образом, всего в процессоре 32 потока. Серверы, использующие Rock, используют FB-DIMM для повышения надёжности, скорости и плотности памяти. Rock изготавливается по 65 нм технологии и работает на частоте 2.3 ГГц. Максимальное потребление электроэнергии чипом составляет примерно 250 Ватт.

### Ядерные кластеры
16 ядер в процессоре Rock организованы в четыре ядерных кластера. Ядра в одном кластере разделяют 32 КБ кэша для инструкций, 32 КБ кэша для данных и два устройства для операций с плавающей точкой.

## Серверы на основе Rock
Процессор Rock планировалось использовать в линейке серверов Supernova. Должны были появиться серверы:
- Sparc Enterprise AT7180 — один процессор
- Sparc Enterprise AT7280 — два процессора
- Sparc Enterprise AT7480 (или Supernova Silver-II) — четыре процессора
- Sparc Enterprise AT7880 (или Supernova Platinum-II) — восемь процессоров

## Прекращение разработки
Разработка процессора Rock велась с 2005 года, однако на начало 2010 так и не была завершена. В мае 2010 глава Oracle, купившей Sun Microsystems незадолго до этого, Ларри Эллисон объявил о прекращении разработки:
«Этот процессор имел два потрясающих свойства: он был невероятно медленным и потреблял громадное количество энергии. Он был настолько горячим, что им пришлось поставить сверху 12 дюймов охлаждающих вентиляторов, чтобы процессор не перегревался. Было бы безумием продолжать этот проект.»
Вместо Rock, Oracle планирует сконцентрироваться на разработке процессора UltraSPARC T3.